# Aquarium van Barcelona
Het Aquarium van Barcelona, L'Aquàrium de Barcelona, is een openbaar aquarium in de Spaanse stad Barcelona. Het bevindt zich in Port Vell, het oudste gedeelte van de haven van Barcelona dat grotendeels omgebouwd is tot vermaakscentrum.

## Beschrijving
Het aquarium, geopend in 1995, telt vijfendertig bassins met zes miljoen liter zeewater, elfduizend vissen waaronder ook een tiental haaien, kreeftachtigen en weekdieren. Het aquarium pretendeert het grootste van Europa te zijn. Ieder bassin simuleert een ander zeegebied. De populatie verorbert twee ton voedsel per week. Een computer regelt de belichting om de natuur zo getrouw mogelijk na te bootsen.
De bezoeker treft er onder meer volgende soorten aan: de schorpioenvis, Europese zeebaars, zeebrasem en de murene, de witpuntrifhaai en de zwartpuntrifhaai, de brandhoornslak, de ombervis, de rode mul, de zonnevis, de kardinaalvis, de koraalvlinder, de keizersvis, de gitaarvis en de konijnvis en de maanvis.
Via een tachtig meter lange tunnel kan doorheen een bassin gewandeld worden, men krijgt zo een beeld van het leven in de Middellandse Zee. Verder is er een interactieve zone waarin andere facetten van het zeeleven worden belicht.

## Afbeeldingen

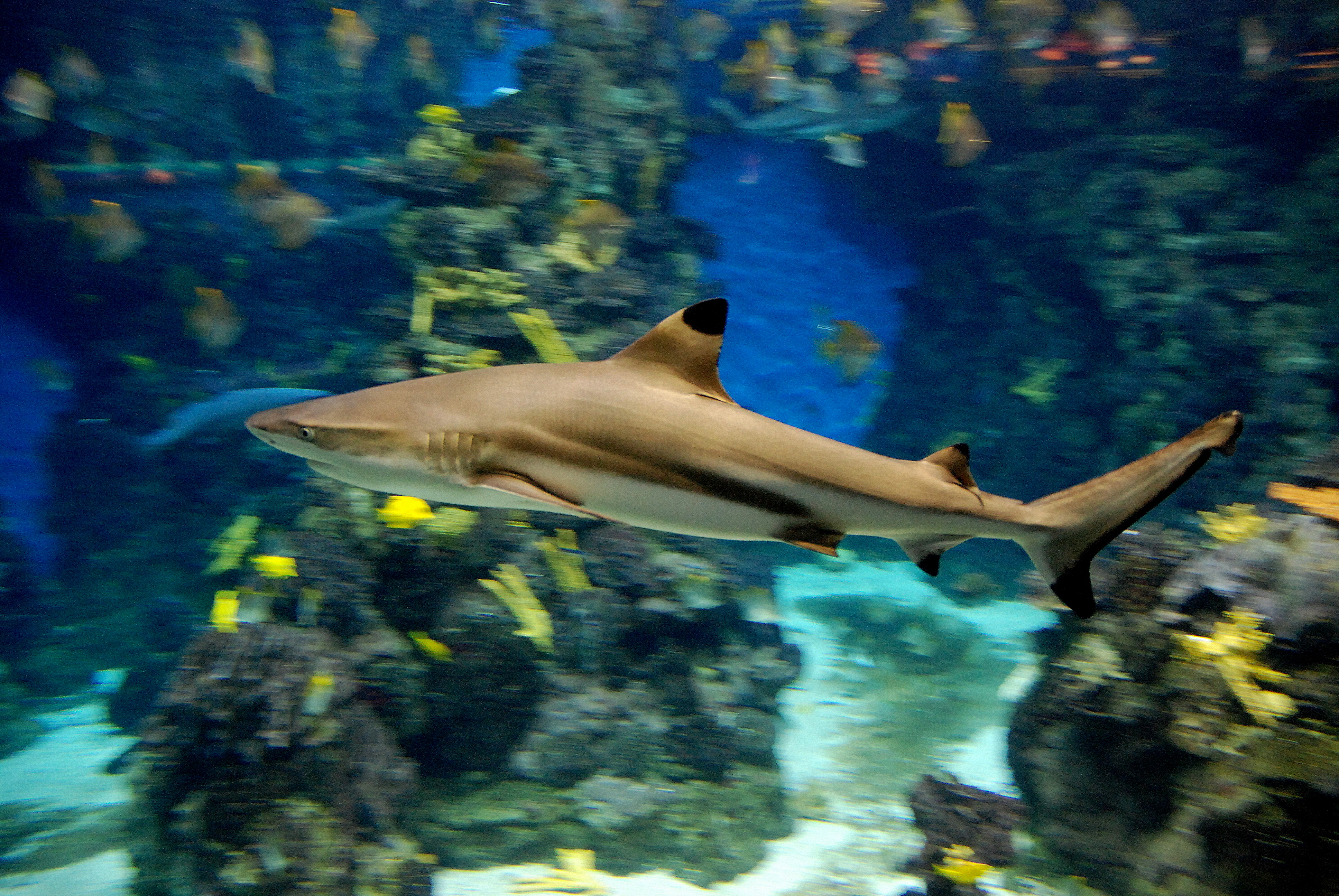
Een zwartpuntrifhaai in het aquarium
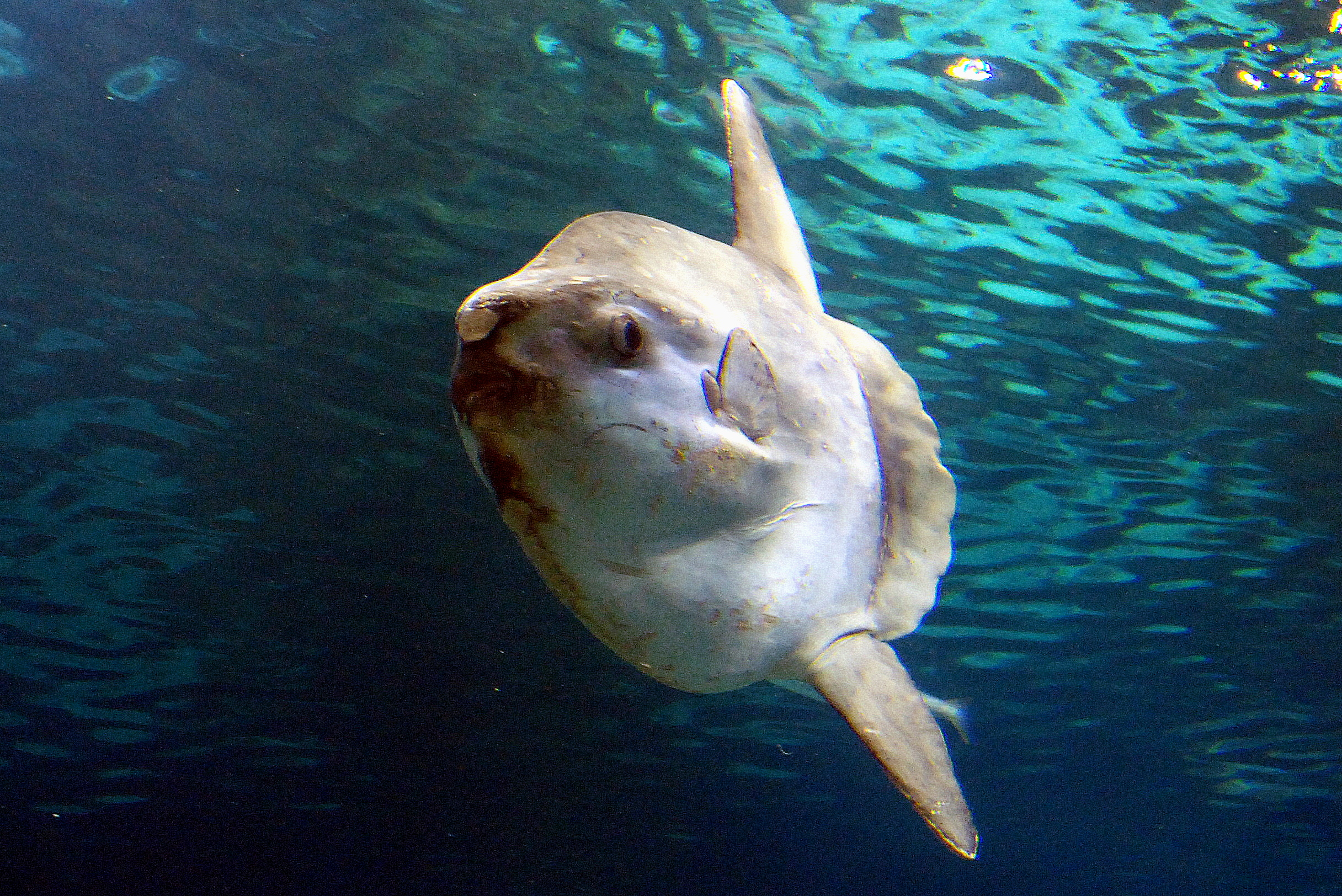
De maanvis in het Barcelonees aquarium
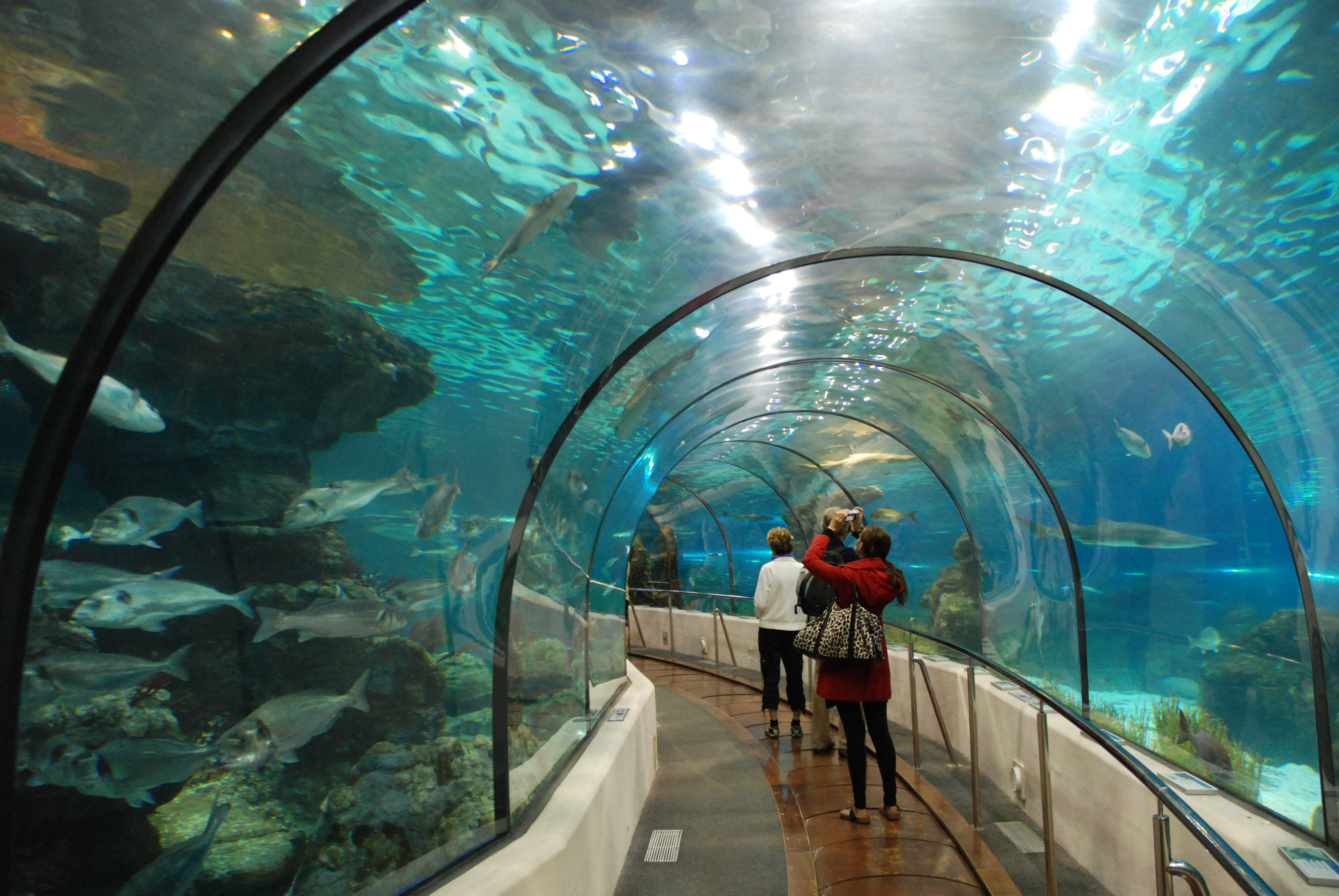
De tunnel